# 눈을 감으면 삶은 더 편하지
눈을 감으면 삶은 더 편하지(Vivir Es Facil Con Los Ojos Cerrados, Living is easy with eyes closed)는 스페인에서 제작된 데이빗 트루에바 감독의 2013년 드라마 영화이다. 아리아드나 길 등이 주연으로 출연하였다.

## 출연

### 주연
- 아리아드나 길
- 호르헤 샌즈